# Atletska zveza Slovenije
La Atletska zveza Slovenije (AZS) è una federazione sportiva che ha il compito di promuovere la pratica dell'atletica leggera e coordinarne le attività dilettantistiche ed agonistiche in Slovenia.